# Magyar Máltai Szeretetszolgálat Iskola Alapítvány

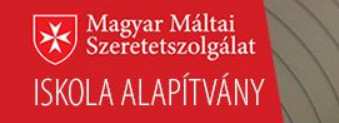
A Magyar Máltai Szeretetszolgálat Iskola Alapítvány köznevelési intézmények fenntartójaként azzal a céllal jött létre, hogy szemléletmódjához igazodva különös figyelmet fordítson a gyerekekre.

## Céljai
Profiljában a köznevelés, a szakképzés és a felnőttképzés is megtalálható. Az Alapítvány fenntartásában óvodák, iskolák, szakképző intézmények, fejlesztő iskolák vannak, valamint több felnőttképzési tanfolyamot is tartanak.  
Az Alapítvány célja, hogy minél több konkrét, személyre szabott segítséget nyújtson az óvodás kisgyermeknek az iskolára való felkészülésben, az átmenet minél gördülékenyebbé tételében, az általános iskolás, hátrányos helyzetű tanulóknak a továbbtanuláshoz szükséges alapok elsajátításában, a boldog gyermekkor minél teljesebb megélésében, a középiskolás diákoknak pedig a szakképzettség megszerzésében, valós értékek elsajátításában. Az Alapítvány ezáltal komplex munkát végez a legnehezebb sorsú gyerekek/tanulók felzárkóztatása érdekében.
2019 tavaszától az Alapítvány részt vesz a „Felzárkózó települések” program megvalósításában, a közneveléssel összefüggő tevékenységek koordinálásában, a vonatkozó európai uniós projektek tervezésében.

## Fenntartói
Az MMSZ Iskola Alapítvány fenntartásában lévő intézmények (az átvétel, vagy alapítás sorrendjében):
- MMSZ Óbudai Technikum és Szakképző Iskola - 2001-től (MMSZ által alapítva)
- Máltai Óvoda és Általános Iskola Tarnabod– 2011-től
- MMSZ Károly Róbert Technikum, Szakképző Iskola és Gimnázium – 2012-től
- MMSZ Devecseri Szakképző Iskola – 2013-tól (MMSZ által alapítva)
- MMSZ Galló József Általános Iskola és Magoncka Óvoda  - 2015-től
- MMSZ Gézengúz Ipolydamásdi Óvoda - 2015-től
- MMSZ Tiszabői Általános Iskola  - 2016-tól
- MMSZ Tiszaburai Általános Iskola - 2016-tól
- MMSZ Tiszaburai Óvoda - 2016-tól
- MMSZ Fejlesztő Nevelés-Oktatást Végző Iskola - 2018-tól
- MMSZ Tiszabői Margaréta Óvoda – 2020-tól
- MMSZ Nyírpilisi Általános Iskola – 2020-tól
- MMSZ Zalakomári Óvoda - 2021-től
- MMSZ Csörögi Óvoda és Bölcsőde - 2021-től
- MMSZ Esterházy Miklós Technikum, Szakképző Iskola és Kollégium - 2021-től

## Vezető tisztségviselők
Thaisz Miklós (Budapest, 1980.01.23. –) a Magyar Máltai Szeretetszolgálat Iskola Alapítvány ügyvezető igazgatója 2016 szeptemberétől, majd 2021 májusától a kuratórium elnöke, oktatási szakértő, az EMMI volt köznevelési stratégiai főosztályvezetője, az Országos Köznevelési Tanács (OKNT) pedagógusszervezetek által választott tagja.
Vecsei Miklós (Szőny, 1964. augusztus 20.–) történész, szociálpolitikus, a Magyar Máltai Szeretetszolgálat alelnöke, 2021 májusáig a Magyar Máltai Szeretetszolgálat Iskola Alapítvány kuratóriumi elnöke, diagnózisalapú felzárkózási romastratégia előkészítésének és végrehajtásának koordinálásáért felelős miniszterelnöki biztos